# 欧文斯谷
欧文斯谷（英語：Owens Valley）是美国加利福尼亚州东部欧文斯河气候干旱的河谷，位于內華達山脈以东、白山山脉和因约山脉以西、大盆地的西缘处。两侧的山峰（包括惠特尼峰）都达到了海拔14,000英尺（4,300）以上，而欧文斯谷的谷底的海拔则只有4,000英尺（1,200），使得该河谷成为美国最深的峡谷之一。